# 宮入恭平
宮入 恭平（みやいり きょうへい、1968年2月7日 - ）は、日本の社会学者。おもにポピュラー音楽を中心に、カルチュラル・スタディーズの観点からポピュラー文化研究を行なっている。

## 経歴
中学1年生からギターを始め、やがてミュージシャンを目指すようになる。
1994年、東京経済大学経営学部卒業。後に30歳になってからハワイ大学マノア校へ留学し、2003年に卒業（B.A.（社会学））。帰国後、東京経済大学大学院に学び、修士課程を修了し、2008年に博士課程を単位取得退学した。
研究者を目指して以降も音楽活動を続けており、商品化された音源はないが、ライブハウスへの出演を継続的に行なっている。

## おもな著書

### 単著
- ライブハウス文化論、青弓社（青弓社ライブラリー）、2008年
- J-POP文化論、彩流社（フィギュール彩）、2015年
- ライブカルチャーの教科書：音楽から読み解く現代社会、青弓社、2019年
- 音楽と政治  ポスト3・11クロニクル、青弓社、2023年

### 共著
- （佐藤生実との共著）ライブシーンよ、どこへいく：ライブカルチャーとポピュラー音楽、青弓社、2011年

### 編著
- （渡辺潤との共編著）「文化系」学生のレポート・卒論術、青弓社、2013年
- 発表会文化論：アマチュアの表現活動を問う、青弓社（青弓社ライブラリー）、2015年
- （杉山昂平との共編著）「趣味に生きる」の文化論―シリアスレジャーから考える、ナカニシヤ出版、2021年
- （増野亜子、神保夏子、小塩 さとみとの共編著）コンクール文化論：競技としての芸術・表現活動を問う、青弓社、2024年

### 訳書
- （スージー・J・タネンバウム著）地下鉄のミュージシャン - ニューヨークにおける音楽と政治、朝日新聞出版、2009年